# Assassinat de la famille Labrousse
L'assassinat de la famille Labrousse est un sextuple homicide commis en octobre 1983 contre des membres de la famille Labrousse. 

## Faits et enquête
Dans la nuit du 5 au 6 octobre 1983, un homme s'introduit dans la maison de la famille Labrousse et assassine six personnes. Une seule personne survit, Jean-Yves Labrousse qui a 15 ans au moment des faits. 
Le bilan total des victimes peut s'élèver à sept personnes, en incluant un voisin de 62 ans ayant fait une crise cardiaque au moment d'appeller la gendarmerie.

## Arrestation et procès
Pascal Dolique est rapidement arrêté par les forces de l'ordre. Il nie d'abord les faits, avant d'avouer avoir commis cet acte suite à une déception amoureuse avec son ex-petite amie Caroline qui fait partie des victimes,.
Nous apprendrons plus tard qu'il avait mis de la drogue dans le hachis parmentier préparé par lui et mangé par la famille. Il voulait enlever Caroline mais elle résista, il la frappa d'un coup de gourdin ce qui réveilla les parents Jean-Jacques et Francianne. À partir de là, il tuera avec des coups de couteau l'ensemble de la famille.
Il est jugé le mardi 6 juin 1989 à la cour d'assises de l'Oise en première instance à la réclusion criminelle, et par décision spéciale, à une période de sûreté de 18 ans. Il est libéré 2 ans plus tôt en 2005.

### Emission
- GUITRANGUE, Ronald, RIZET, Dominique. « Jean-Yves Labrousse, le récit d'un survivant » in Affaire Suivante : BFMTV, 15 minutes, 2023.